# IC 2944
IC 2944는 센타우루스자리에 있는 H II 영역(즉, 발광 성운)이다. 보크 구상체를 포함하고 있어 별들이 태어나고 있다.